# Casa Roca
La Casa Roca és una casa del municipi de Sant Feliu de Codines (Vallès Oriental) inclosa en l'Inventari del Patrimoni Arquitectònic de Catalunya.

## Descripció
És un edifici amb mitgera format per dos cossos. El cos principal té planta baixa, pis i golfa. Coberta a dues vessants, la façana és simètrica de pedra. S'observa un portal de mig punt adovellat, finestres de pedra amb cantonades de carreus. El segon cos té dues plantes, coberta plana acabada amb merlets i cantonada arrodonida. Es troba a la zona del nucli antic al costat de l'eix principal de la via on es troben els edificis més representatius de l'arquitectura de finals del segle xix i principis del xx.

## Història
Al segle xvii es va crear un segon nucli al lloc la Revenderia o de la Venderia, davant l'església, a l'altra vessant del Torrent del Tura, lloc que culmina amb la casa Roca o Can Batllori, on el segle xviii es va construir la Torre del Rellotge. Sembla que un valuós arxiu que es guardava a Can Batllori va ser cremat durant la Guerra Civil espanyola. Els darrers anys del segle XX s'ha netejat la façana i s'han reconstruït les parts més afectades conservant l'estructura original. És una de les més destacades mostres d'arquitectura popular de Sant Feliu de Codines.